# NCR3
NCR3 (англ. Natural cytotoxicity triggering receptor 3) – білок, який кодується однойменним геном, розташованим у людей на короткому плечі 6-ї хромосоми. Довжина поліпептидного ланцюга білка становить 201 амінокислот, а молекулярна маса — 21 593.
| 10         |  | 20         |  | 30         |  | 40         |  | 50         |
| ---------- |  | ---------- |  | ---------- |  | ---------- |  | ---------- |
| MAWMLLLILI |  | MVHPGSCALW |  | VSQPPEIRTL |  | EGSSAFLPCS |  | FNASQGRLAI |
| GSVTWFRDEV |  | VPGKEVRNGT |  | PEFRGRLAPL |  | ASSRFLHDHQ |  | AELHIRDVRG |
| HDASIYVCRV |  | EVLGLGVGTG |  | NGTRLVVEKE |  | HPQLGAGTVL |  | LLRAGFYAVS |
| FLSVAVGSTV |  | YYQGKCLTWK |  | GPRRQLPAVV |  | PAPLPPPCGS |  | SAHLLPPVPG |
| G          |  |            |  |            |  |            |  |            |

A: Аланін

C: Цистеїн

D: Аспарагінова кислота

E: Глутамінова кислота

F: Фенілаланін

G: Гліцин

H: Гістидин

I: Ізолейцин

K: Лізин

L: Лейцин

M: Метіонін

N: Аспарагін

P: Пролін

Q: Глутамін

R: Аргінін

S: Серин

T: Треонін

V: Валін

W: Триптофан

Кодований геном білок за функцією належить до рецепторів. 
Задіяний у таких біологічних процесах, як імунітет, альтернативний сплайсинг. 
Локалізований у клітинній мембрані, мембрані.